# Richard Seefelder
Richard Seefelder (* 17. Oktober 1875 in Neßlbach, Niederbayern; † 12. Oktober 1949 in Innsbruck) war ein deutscher Ophthalmologe und Hochschullehrer in Leipzig und Innsbruck.

## Leben
Seefelder studierte an der Friedrich-Alexander-Universität Erlangen Medizin zu studieren. 1895 wurde er im Corps Bavaria Erlangen recipiert. Als Inaktiver wechselte er an die Ludwig-Maximilians-Universität München. 1898 wurde er zum Dr. med. promoviert. Er habilitierte sich 1908 für Ophthalmologie und wurde Privatdozent an der Universität Leipzig. 1914 wurde er dort a.o. Professor. 1919 wurde er auf den Lehrstuhl der Universität Innsbruck berufen. das Corps Athesia verlieh ihm 1923 das Band. 1923/24 war er Dekan der Medizinischen Fakultät und 1929/30 Rektor der Universität Innsbruck.
Seefelder, der zuvor Mitglied der Großdeutschen Volkspartei gewesen war, trat 1933 der NSDAP und der SS bei. Aufgrund des Verbots der NSDAP während der Zeit des Austrofaschismus, in der Seefelder vom Regime als „illegaler Nationalsozialist“ verfolgt wurde, wurde der offizielle Eintritt erst im März 1938 vermerkt. Bereits im September desselben Jahres wurde Seefelder zum SS-Führer ernannt. 1939 erfolgte die Ernennung zum SS-Untersturmführer (SS-Nummer 323.779). Seefelder war zudem Mitglied des NSDÄB und im Zweiten Weltkrieg Oberstabsarzt der Wehrmacht sowie ab Jänner 1943 Oberstarzt. 1945 wurde Seefelder mit 70 Jahren in den Ruhestand geschickt. 1947 stellte er einen Antrag auf „Nachsicht der Sühnefolgen“ nach dem Verbotsgesetz mit dem Hinweis „Der Antrag geht auf Konto ÖVP“. Im selben Jahr wurde er begnadigt.

## Erinnerung
Im Jahr 1955 wurde in der Donaustadt, Wiens 22. Gemeindebezirk, die Seefeldergasse nach ihm benannt.

## Publikationen
- Atlas zur Entwicklungsgeschichte des menschlichen Auges, Leipzig 1911
- Beiträge zur Entwickelung des menschlichen Auges mit besonderer Berücksichtigung des Verschlusses der fötalen Augenspalte, 1913
- Die angeborenen Anomalien und Mißbildungen des Auges: kritischer Literaturbericht, umfassend den Zeitraum vom Jahre 1913–1925, 1925
- Das Auge des Kindes, 1927